# Élie Reclus
Élie Reclus (nascut com Jean-Pierre Michel Reclus a Senta Fe la Granda (Gironda) el 16 de juny de 1827 i mort a Brussel·les l'11 de febrer de 1904) fou un periodista i etnògraf anarquista de la fi del segle xix.
És el germà major del cèlebre geògraf anarquista Elisee, va seguir una trajectòria similar a la del seu germà, i a la que més endavant seguiria el també seu fill Paul.